# Best Western
Best Western International, Inc. er en amerikansk baseret hotelkoncern, der driver 4.700 hoteller efter franchise-systemt i over 100 lande. Virksomheden har hovedsæde i Phoenix, Arizona, og driver i USA mere end 2.000 hoteller. Kæden blev grundlagt i 1946 af Merill K. Guertin og har fra starten bestået af privatejede hoteller, hvilket betyder at hotellerne i modsætning til kædedrevne hoteller varierer i størrelse, stil og udseende.

## Danmark
Best Western har været på det danske marked siden 1983 og har p.t. 19 hoteller.

### Danske medlemmer af Best Western Hotels & Resorts
- Golf Hotel Viborg, Viborg
- Schæffergaarden, Gentofte
- Hotel Prinsen, Aalborg
- Hotel City, København
- Hotel Eyde, Herning
- Hotel Hebron, København
- Hotel Fredericia. Fredericia
- Torvehallerne, Vejle
- Gl. Skovridergaard, Silkeborg
- Hotel Royal, Holstebro
- Hotel Kronjylland, Randers
- Hotel Herman Bang, Frederikshavn
- Hotel Astoria, København